# Llançamíssils
Un  llançamíssils  és una arma que dispara un projectil autopropulsat a un blanc. És prou petit com per a ser disparat des de l'espatlla d'una persona (a diferència d'altres míssils que necessiten ser disparats des d'algun vehicle). Aquest tipus d'arma llança el projectil des d'un tub generalment obert en el qual els gasos d'ignició del coet són expulsats per darrere com una flamarada. En alguns casos, la part de darrere, o fins i tot la de davant, del tub estan tapades, no per bloquejar, sinó que són destruïdes quan el míssil és expulsat.

## Història
Els primers llançadors de coets documentats a la Xina imperial consistien en fletxes modificades mitjançant l'acoblament d'un coet a l'eix a pocs centímetres darrere de la punta de fletxa. El coet és impulsat per la crema de la pols negra en el motor. (Aquests coets no s'han de confondre amb "fletxes de coets" que són fletxes convencionals que porten petits tubs de pols negre com un incendiari que s'encén només després que la fletxa arribi al seu objectiu. Una metxa s'encén abans de llançar la fletxa. Els llançadors de coets van ser construït amb fusta, cistelleria i tubs de bambú.
Els coets van ser introduïts a Occident durant les Guerres napoleòniques; el coet Congreve va ser una arma britànica ideada per William Congreve en 1804 després d'experimentar coets indis en el setge de Seringapatam en 1799. Els Coets de Congreve van ser llançats a partir d'un canal de ferro d'uns 18 centímetres de llarg, anomenat "cambra". Aquestes càmeres es podrien fixar al sòl per a un llançament horitzontal, assegurat a un trípode de coure plegable per a incendis d'alt angle o muntats sobre marcs sobre carretons o sobre cobertes de vaixells de guerra.

## Ús
Els míssils de l'arma es llancen des d'un tub per evitar que l'usuari es cremi amb la flama d'ignició del projectil. En alguns casos hi ha una segona fase on el míssil torna a tenir una propulsió que fa que la seva velocitat augmenti encara més. Això es produeix a una distància segura de l'usuari, de manera que no rebi cap mal (un exemple d'això és el míssil del FIM-92 Stinger).
Els coets tenen un sistema d'ignició que en molts casos consisteix en una tapa de percussió que no va ser implementada fins al desenvolupament del Panzerfaust alemany de la Segona Guerra Mundial, una arma d'un sol tret. La Bazooka i el Panzerschreck utilitzat per l'Exèrcit Alemany van ser armes que després van tenir la capacitat de recarregar.
Els llançamíssils han estat armes portàtils que s'han usat per donar-li a la infanteria poder contra els vehicles armats enemics. Els coets que llancen permeten destruir fàcilment helicòpters, transports de terra de blindatge lleuger i unitats de suport aeri.
Els atacs amb aquest tipus d'armes generalment prenen la forma d'emboscades, aprofitant el factor sorpresa. Es busca immobilitzar un comboi, destruir els seus defensors i continguts i fugir abans de donar temps que arribi el suport aeri o d'artilleria.
Aquest tipus d'armes també poden disparar un altre tipus de projectils que són efectius contra la infanteria. Llançamíssils com el RPG-7, Carl Gustaf M3, SMAW, Panzerfaust 3 i RPO-A Shmel poden utilitzar coets tèrmics, de fragmentació o ambdós.
La milícia normalment utilitza de dos a quatre soldats per disparar el llançamíssils per cada unitat atacada. Encara que es pot diparar encertadament des 300m, el rang més efectiu va des dels 50 als 100m.
Alguns llançamíssils usen el que molts anomenen una granada propulsada. És molt efectiva contra vehicles com tancs i altres tipus de vehicles de combat.
Hi ha també un altre tipus de llançamíssils que fan servir míssils guiats, els quals ja no es denominen granades propulsades i poden ser de dos tipus:
- Míssil  terra-terra  (GTGM "Ground-to-ground Missile" en anglès)
- Míssil  terra-aire  (GTAm "Ground-to-air Missile")

Alguns exemples són:
- Bazooka M1A1
- AT-4
- C-90
- M72 LAW
- RPG-2
- RPG-7
- RPG-16
- Igla
- FIM-92 Stinger
- Panzerschreck
- Blowpipe
- Type 78
- Iassín